# Jan Kamieniecki (1463-1513)
Jan Kamieniecki (? - 15 mars 1530), membre de la noble famille polonaise Kamieniecki (pl), staroste de Bełz, Busk, Chełm, et Horodło (1502), hetman de la Couronne (1505-1509), castellan de Lviv (1508).

## Biographie
Jan Kamieniecki est le fils d'Henryk Kamieniecki (pl), castellan de Sanok et de Katarzyna Pieniążkówna.
En 1504, le roi Alexandre Jagellon lui donne les villes de Bohorodtchany et Lopatyn ainsi que 8 autres villages. Il prend part à l'expédition en Moldavie de Jean Ier Albert Jagellon en 1497. Avec son frère Mikołaj Kamieniecki grand hetman de la Couronne, il repousse des incursions Tatars en 1506 et 1509 et la rébellion (en) de Michał Gliński en 1508.

## Mariage et descendance
Il épouse Anna Buczacka, et reçoit en dot la ville de Czeszybiesy. Ils ont pour enfants:
- Mikołaj,
- Katarzyna,
- Anna,
- Małgorzata

## Sources
- (pl) Cet article est partiellement ou en totalité issu de l’article de Wikipédia en polonais intitulé « Jan Kamieniecki » (voir la liste des auteurs).